# Hyloxalinae
A  Hyloxalinae a kétéltűek (Amphibia) osztályába, a békák (Anura) rendjébe és az Aromobatidae családjába tartozó alcsalád.

## Elterjedése
Az alcsaládba tartozó békafajok Panamától délre, Dél-Amerikában az Andok csendes-óceáni oldalán, valamint a felső Amazonas-medencében honosak.

## Rendszerezésük
Az alcsaládba tartozó nemek:
- Ectopoglossus Grant, Rada, Anganoy-Criollo, Batista, Dias, Jeckel, Machado, & Rueda-Almonacid, 2017
- Hyloxalus Jiménez de la Espada, 1870
- Paruwrobates Bauer, 1994